# Psychotria calophylla
Psychotria calophylla är en måreväxtart som beskrevs av Paul Carpenter Standley. Psychotria calophylla ingår i släktet Psychotria och familjen måreväxter. Inga underarter finns listade i Catalogue of Life.